# سیانوژن آزید
سیانوژن آزید(به انگلیسی: Cyanogen azide) , N3CN یا CN4 ، یک ترکیب آزید از کربن و نیتروژن است که به شکل یک مایع روغنی و بی رنگ در دمای اتاق است. این ماده شیمیایی کاملاً انفجاری است که در اکثر حلال‌های آلی محلول است و به‌طور معمول به شکل محلول رقیق مورد استفاده قرار می‌گیرد.    این ماده نخستین بار توسط اف. دی. مارش در شرکت دوپون و در اوایل دهه ۱۹۶۰ میلادی سنتز شد. 